# Zbigniew Kras
Zbigniew Kras (ur. 15 lutego 1960 w Tarnowie) – polski duchowny rzymskokatolicki, kanonik honorowy kapituły kolegiackiej w Bochni, kapelan Prezydenta RP w latach 2015–2025.

## Życiorys
Pochodzi z parafii św. Alberta Chmielowskiego w Zgłobicach. Święcenia kapłańskie przyjął 25 maja 1986 roku. Posługę duszpasterską zaczynał jako wikariusz parafii św. Andrzeja Boboli w Gorlicach, z którą związany był w latach 1986–1991. W latach 1992–1994 w  parafii Chrystusa Dobrego Pasterza w Tarnowie, a w następnych latach posługiwał w parafii Bożego Ciała w Bieczu oraz w parafii św. Maksymiliana Marii Kolbego w Tarnowie. Od 1999 roku był proboszczem parafii św. Andrzeja Apostoła w Lipnicy Murowanej. Opiekował się między innymi tamtejszym zabytkowym kościołem św. Leonarda znajdującym się na liście światowego dziedzictwa UNESCO. W 2003 r. ks. Zbigniew Kras za „wybitne osiągnięcia w dziedzinie ochrony zabytków architektury drewnianej Małopolski” otrzymał Nagrodę Marszałka Województwa Małopolskiego im. Mariana Korneckiego. W 2007 roku otrzymał godność kanonika honorowego kapituły kolegiackiej w Bochni.
6 sierpnia 2015 r. brał udział w uroczystości zaprzysiężenia Andrzeja Dudy na urząd Prezydenta RP. W tym samym miesiącu na prośbę prezydenta skierowaną do biskupa diecezji tarnowskiej Andrzeja Jeża, został oddelegowany do pracy jako jego kapelan.

## Publikacje
- Julia – Urszula: pogodna jak kolor nieba (Wydawnictwo Instytutu Teologicznego Księży Misjonarzy, 2007: Kraków; ISBN 83-7216-245-X)
- Lipnica Murowana: kościół pw. św. Leonarda (Wydawnictwo Promo, 2012: Zakrzów; ISBN 978-83-60941-85-0 wspólnie z Pawłem Kutasiem)
- Lipnicka fara: rewitalizacja XIV-wiecznego kościoła parafialnego św. Andrzeja Apostoła w Lipnicy Murowanej, poprzedzająca jubileusz 650-lecia jego powstania (Wydawnictwo Instytutu Teologicznego Księży Misjonarzy, 2011: Kraków; ISBN 978-83-7216-902-0 wspólnie z Pawłem Bielakiem)